# Processo Solvay
O Processo Solvay um processo industrial criado por Ernest Solvay no século XIX para a obtenção de carbonato de sódio. Responsável por três quartos da produção mundial de carbonato de sódio, o processo Solvay se baseia na insolubilidade do bicarbonato de sódio em meios alcalinos a baixas temperaturas, utilizando para isso grandes colunas de saturação gasosa.
O processo Solvay tem a vantagem de reciclar a amônia que utiliza. Desta forma, consome apenas salmoura, tendo somente 1 subproduto: cloreto de cálcio. Por possuir apenas 1 subproduto, ao invés dos 2 do processo Leblanc, o processo Solvay é mais econômico. Rapidamente, tornou-se a principal forma de produção de carbonato de sódio. O último centro de produção do processo Leblanc fechou no começo da década e 1920, e pela década de 1990, 90% da produção deu-se através do processo Solvay.

## Panorama Histórico
O carbonato de sódio é um produto químico largamente utilizado na confecção de vidros, sabões, papel e outros. Historicamente sua obtenção se dava extraindo-o das cinzas de plantas carbonizadas. Porém, com a crescente demanda e a inviabilidade de se manter este fluxo de desflorestamento na europa, surgiram fortes pressões para o desenvolvimento de um método sintético, ao fim do século XVIII.
A solução foi dada em 1791 por Nicolas Leblanc, que desenvolveu um método, chamado Processo Leblanc, que o produzia através de sal marinho, carbonato de cálcio e ácido sulfúrico. Este método predominou a produção mundial de carbonato de sódio por algumas décadas, porém, devido ao preço dos insumos e a alta poluição gerada, era evidente a necessidade de um novo método.
Existem evidências de que o princípio de funcionamento do processo Solvay já havia sido estudado sem ser publicado pelo físico francês Augustin-Jean Fresnel, que descobriu que ocorre precipitação de bicarbonato de sódio quando dióxido de carbono é borbulhado em salmoura (solução concentrada de cloreto de sódio) contendo amônia.
Foi então em 1864 que o químico belga Ernest Solvay, aparentemente sem conhecimento dos estudos anteriores, conseguiu capital
e abriu em Charleroi, junto a seu irmão, a primeira planta industrial a utilizar o seu processo, baseado numa imensa torre de saturação de dióxido de carbono.

## Processo

### Quimicamente

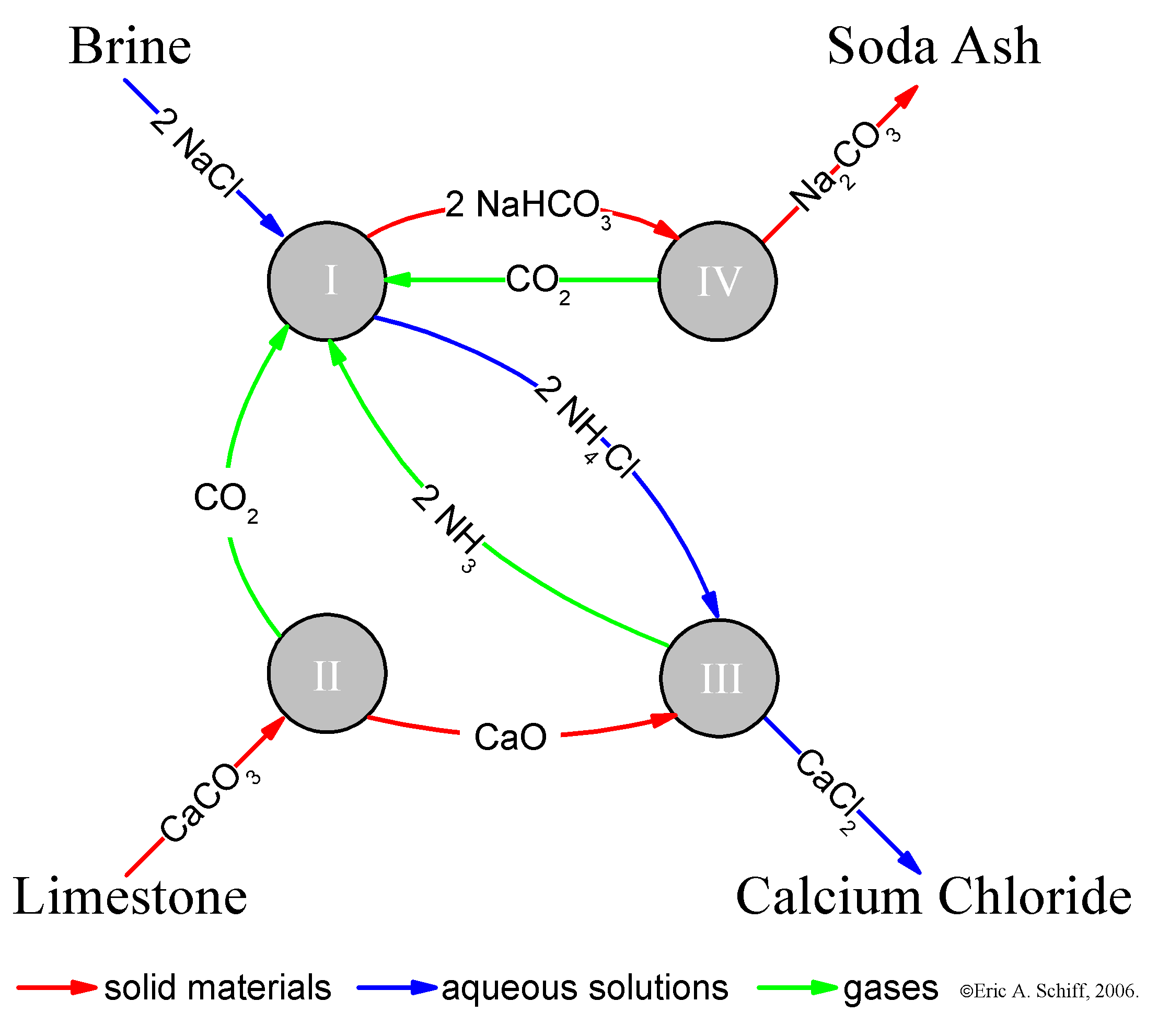
Fluxograma do processo, cada círculo representa uma etapa.

O Processo Solvay utiliza como insumos salmoura e dióxido de carbono (CO2). Também há a utilização de amônia, mas esta é reciclada durante o processo.

Na primeira etapa a salmoura é saturada de NH3, de forma a, além dos íons sódio e cloreto, gerar em solução amônio e hidroxila, segundo a reação:
{\displaystyle NH_{3}+H_{2}O\rightarrow NH_{4}OH}
Em seguida, injeta-se CO2 na solução, de forma que ocorram as seguintes reações, resultando em NaHCO3, que, nas condições do processo, precipita.
- {\displaystyle CO_{2}+H_{2}O\rightarrow H_{2}CO_{3}}
{\displaystyle 2NH_{4}OH+H_{2}CO_{3}\rightarrow (NH_{4})_{2}CO_{3}+2H_{2}O}
{\displaystyle (NH_{4})_{2}CO_{3}+CO_{2}+H_{2}O\rightarrow 2(NH_{4}HCO_{3})}
{\displaystyle NH_{4}HCO_{3}+NaCl\rightarrow NaHCO_{3}\downarrow +NH_{4}Cl}

O NaHCO3 é então filtrado da solução e aquecido até a calcinação, de forma a produzir o Na2CO3.
{\displaystyle 2NaHCO_{3}\rightarrow Na_{2}CO_{3}+CO_{2}+H_{2}O}

### Industrialmente
De início é necessário purificar a salmoura, fim de retirar os contaminantes que acompanham o NaCl, como MgCl2, CaCl2, CaSO4 e outros, isso se dá por precipitação e subsequente filtragem.
Uma vez purificada, a solução é conduzida então a uma torre de saturação de amônia, onde a solução entra pelo topo e recebe a amônia em baixas temperaturas por contra-corrente, sendo esta injetada na base da coluna de forma que suba, borbulhando através da solução de NaCl, podendo então ser absorvida.
Em seguida, a solução, ainda resfriada pela ação da amônia, é conduzida a uma torre semelhante, onde ao invés de amônia é injetado CO2, produzindo uma solução com um precipitado suspenso de NaHCO3. Essa solução é levada então a um filtro tambor, onde os cristais de NaHCO3 são filtrados e lavados, a fim de livrá-los completamente do cloreto de amônio, que comprometeria a continuidade do processo.
Por fim, os cristais de NaHCO3 são levados a um forno rotativo onde ficam até a calcinação, que produz Na2CO3 com um bom grau de pureza. Observe que o CO2 obtido nesta etapa é retornado ao processo.

### Etapas paralelas
Industrialmente, além do processo principal, que converte o NaCl da salmoura em Na2CO3, são realizadas alguns outros procedimentos, a fim de viabilizar o processo, são eles:
- Produção de CO2, que provém da queima do CaCO3 em forno de grelha giratória, que funciona queimando coque, combustão essa que fornece o calor necessário a decomposição do CaCO3:

{\displaystyle 2C+O_{2}\rightarrow 2CO_{2}+59,94Kcal}
{\displaystyle CaCO_{3}\rightarrow CaO+CO_{2}}
O CO2 obtido no processo é então conduzido à torre de carbonatação.
- Regeneração do NH3, que se dá primeiro pela transformação do CaO obtido no processo anterior em Ca(OH)2, através de tratamento com água:

{\displaystyle CaO+H_{2}O\rightarrow Ca(OH)_{2}}
Esta solução é então combinada à solução de NH4Cl, de forma a regenerar o NH3 segundo a reação:
{\displaystyle 2NH_{4}Cl+Ca(OH)_{2}\rightarrow CaCl_{2}+2NH_{3}+2H_{2}O}

## História industrial
A primeira fábrica industrial a utilizar o processo Solvay foi instalada pelo próprio Ernest Solvay com o auxílio de seu irmão em Alfred solvay em 1864, o que ocasionou a fundação da companhia Solvay, existente até os dias atuais. Sendo mais barato e menos poluente, o método se popularizou em 1874 os irmãos Solvay já estavam se expandindo, instalando outra planta em Nancy, França.
No mesmo ano, os irmão Solvay venderam os direitos de uso a Ludwig Mond, que construiu uma fábrica com John Brunner em Winnington, Inglaterra, fundando assim a companhia Brunner, Mond & Co., foram feitas ainda diversas melhorias e aperfeiçoamentos ao processo, por parte de Mond, o que levou a uma popularização ainda maior do processo.
Em 1884 os irmãos Solvay licenciaram ainda a construção de uma fábrica em Nova York, nos Estados Unidos. Ao fim da década de 1880 o processo Solvay já era responsável pela maior parte da produção mundial de Na2CO3. Porém, em 1938 foram descobertos em Wyoming, Estados Unidos, grandes depósitos de Trona, que permitiam a produção de Na2CO3 a um custo substancialmente menor, o que levou ao fechamento da fábrica de Nova York em 1986, não havendo desde então nenhuma instalação a utilizar o processo Solvay nos Estados Unidos. Embora alguns outros lugares ainda possuam fontes naturais, como leitos de lagos já secos no Egito ou lagos fortemente alcalinos no Kenya, no resto do mundo até hoje a maior parte da produção se dá pelo processo Solvay.

## Poluição
O principal resíduo do processo é a solução de CaCl2 que resta após o NH3 ser regenerado. Além desta, são gerados ainda alguns resíduos da purificação da salmoura e de sobras de CaCO3 que não sofreu queima perfeita no forno.
Quando estes resíduos são depositados em aterros, como foi o caso em Nova York, eles tendem a se infiltrar no solo e contaminar corpos d'água, o que aumenta substancialmente a sua salinidade e leva a sérios danos ao ecossistema aquático. Em contrapartida, não se conhece nenhum dano causado pelo descarte no oceano.